# 2016年リオデジャネイロオリンピックのアルジェリア選手団
2016年リオデジャネイロオリンピックのアルジェリア選手団（2016ねんリオデジャネイロオリンピックのアルジェリアせんしゅだん）は、2016年8月5日から8月21日にかけてブラジルのリオデジャネイロで開催された2016年リオデジャネイロオリンピックのアルジェリア選手団、およびその競技結果。

## 概要
今大会は銀メダル2個、合計2個のメダルを獲得した。
陸上ではタウフィク・マフルーフィが男子800mと男子1500mでともに銀メダルを獲得した。

## メダル
| メダル | 選手名                   | 競技 | 種目      |
| ------ | ------------------------ | ---- | --------- |
| 銀     | タウフィク・マフルーフィ | 陸上 | 男子800m  |
| 銀     | タウフィク・マフルーフィ | 陸上 | 男子1500m |